# John Julius Angerstein
Jean Julius Angerstein (1735 - 22 janvier 1823) est un homme d'affaires de Londres et un souscripteur de Lloyd, un mécène des beaux-arts et un collectionneur. C'est la perspective de la vente de sa collection de peintures en 1824 qui cristallise la fondation de la British National Gallery. 

## Biographie
John Julius Angerstein est né à Saint-Pétersbourg, en Russie, en 1735 peut-être dans une famille juive,. On a suggéré à tort qu'il est un fils naturel de l'impératrice Catherine II ou d'Elizabeth, impératrice de Russie. La tradition familiale veut que ses vrais parents soient l'impératrice Anna de Russie et l'homme d'affaires londonien Andrew Poulett Thompson. À son arrivée à Londres c. 1749 à l'âge de quinze ans il débute dans le comptoir de Thompson.  
En 1771, Angerstein épouse Anna Crockett (veuve de Charles Crockett et fille de Henry Muilman (1700–1772), un directeur de la South Sea Company, banquier, consul du Danemark à Londres et consul de la Compagnie de Moscovie, et Anne née Darnall) à St Peter-le-Poer, Old Broad Street. Ils ont deux enfants - Juliana, qui épouse le général Nikolai Sablukov de l'armée russe, et John Angerstein (député) (1773-1858). 
Anna meurt en 1783 et en 1785, John Julius Angerstein se remarie à Eliza Lucas (fille du révérend Joseph Payne et veuve de Thomas Lucas, directeur de la South Sea Company, président de Guy's Hospital et marchand des Antilles). Un portrait d'Angerstein et de sa seconde épouse, Eliza, par Thomas Lawrence est exposé à l'Académie royale en 1792 (aujourd'hui conservée par le Musée du Louvre, Paris). 

## Collection d'art

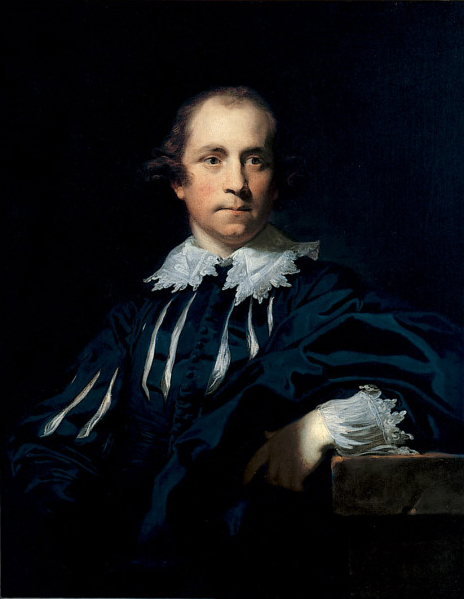
John Julius Angerstein, 1765, de Joshua Reynolds, portant la «robe Van Dyck» à l'imitation des peintures du XVIIe siècle d'Antoine van Dyck

Dans son rôle de marchand Angerstein détient un tiers dans les domaines à la Grenade, utilisant les bénéfices de la traite des esclaves pour constituer sa collection d'art (et bénéficiant également de la souscription de Lloyd à la traite des esclaves). Angerstein est président du Lloyd's de 1790 à 1796 et compte parmi ses amis le roi George III, le premier ministre britannique William Pitt le Jeune et l'artiste Sir Thomas Lawrence. Bien que propriétaire d'esclaves, il est également membre du Comité pour le secours des pauvres noirs, une organisation aux liens abolitionnistes forts. 
Parmi ses premiers achats d'art figure Le rapt des Sabines de Rubens. Il acquiert des œuvres de Rembrandt, Velázquez, Titien, Raphael, Correggio et Hogarth, ainsi que les premiers dessins de Turner. De la vente à Londres de la Collection de la maison d'Orléans il achète Résurrection de Lazare (Sebastiano del Piombo) de Sebastiano del Piombo et d'autres œuvres. Après sa mort, trente-huit de ses plus belles peintures sont achetées par le gouvernement britannique pour 57 000 £ pour former le noyau de la collection de la National Gallery  . Jusqu'à ce que la National Gallery ait été construite à Trafalgar Square à Londres, les 38 œuvres de la collection d'Angerstein sont exposées dans la maison de ville d'Angerstein à Pall Mall. 
Il vit pendant quelques années à Greenwich dans le sud-est de Londres, louant un domaine de Sir Gregory Page en 1774 et au cours des deux années suivantes, construit une maison, Woodlands (conçue par l'architecte local George Gibson) . Cette zone est maintenant connue sous le nom de Westcombe Park, faisant partie d'une vaste zone à la périphérie nord-est de Blackheath qu'il cherche à clôturer en 1801. La maison est vidée en 1870 lorsque le petit-fils de John, William Angerstein, renonce au bail .
Il se lie d'amitié vers 1790 avec le peintre Thomas Lawrence qui avait environ 20 ans. Lawrence fut endetté à plusieurs reprises et Angerstein lui prêtait fréquemment de l'argent, le plus souvent à fond perdu. Il réalisa quatre portraits connus de lui. Le dernier portrait le représente à l'âge de 84 ans et fait  partie de la collection de la National Gallery.

La Famille d'Angerstein par Thomas Lawrence
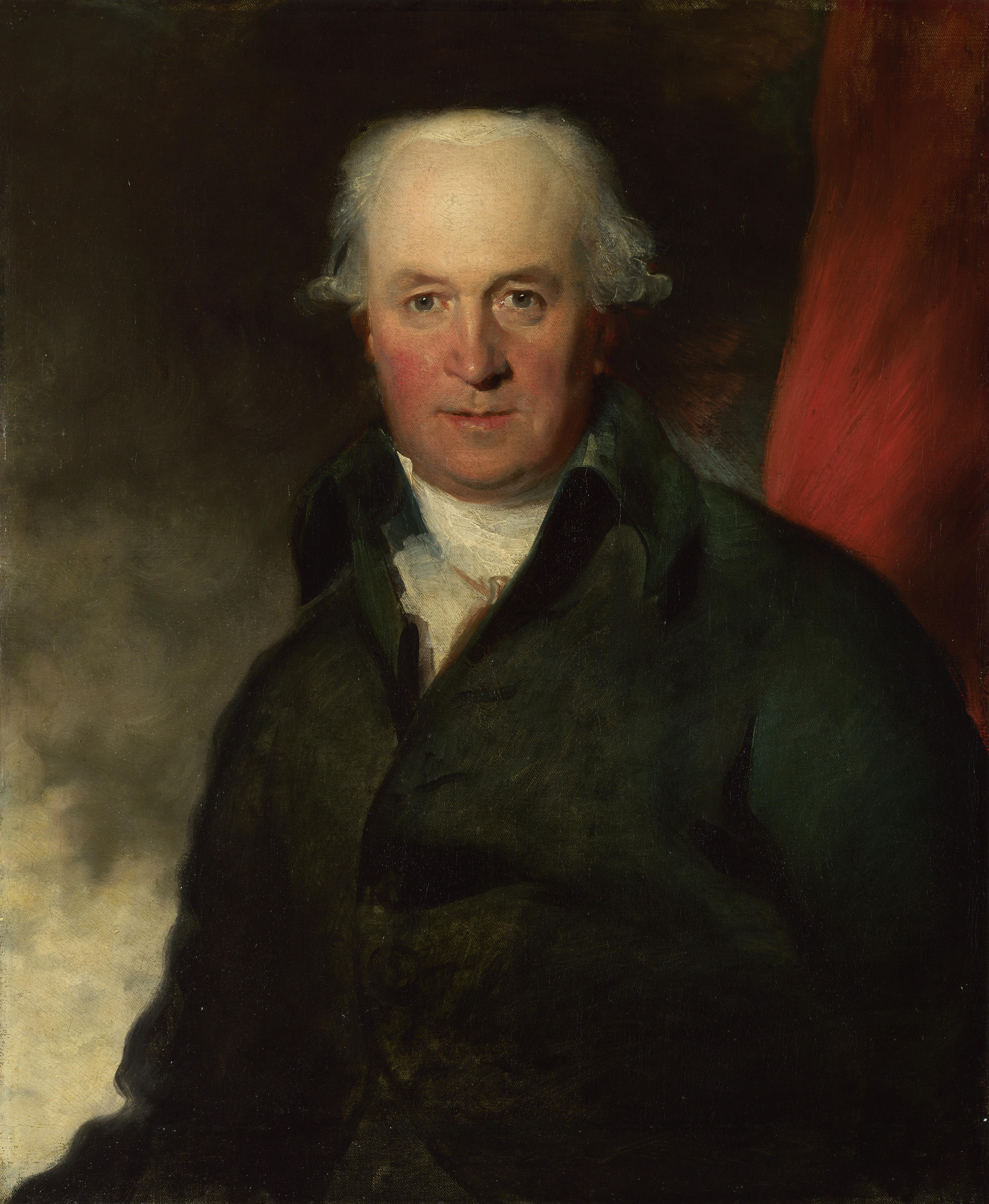
John Julius Angerstein, âgé de 55 ans, vers 1790 National Gallery
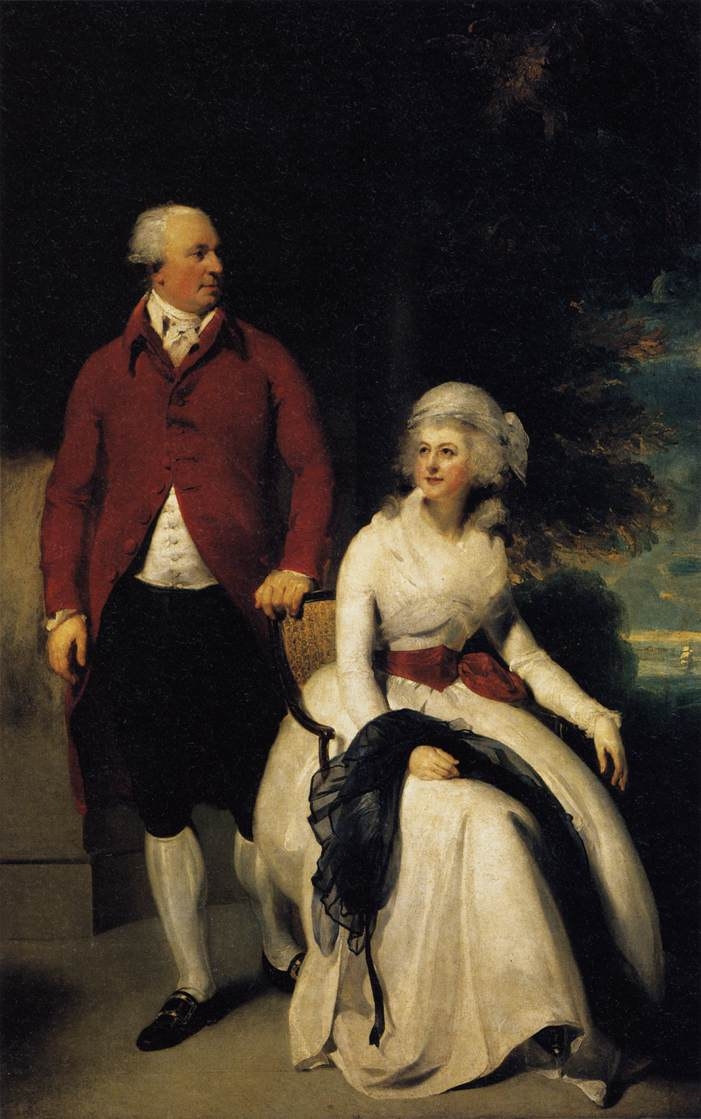
Mr et Mrs John Julius Angerstein, 1792 Musée du Louvre
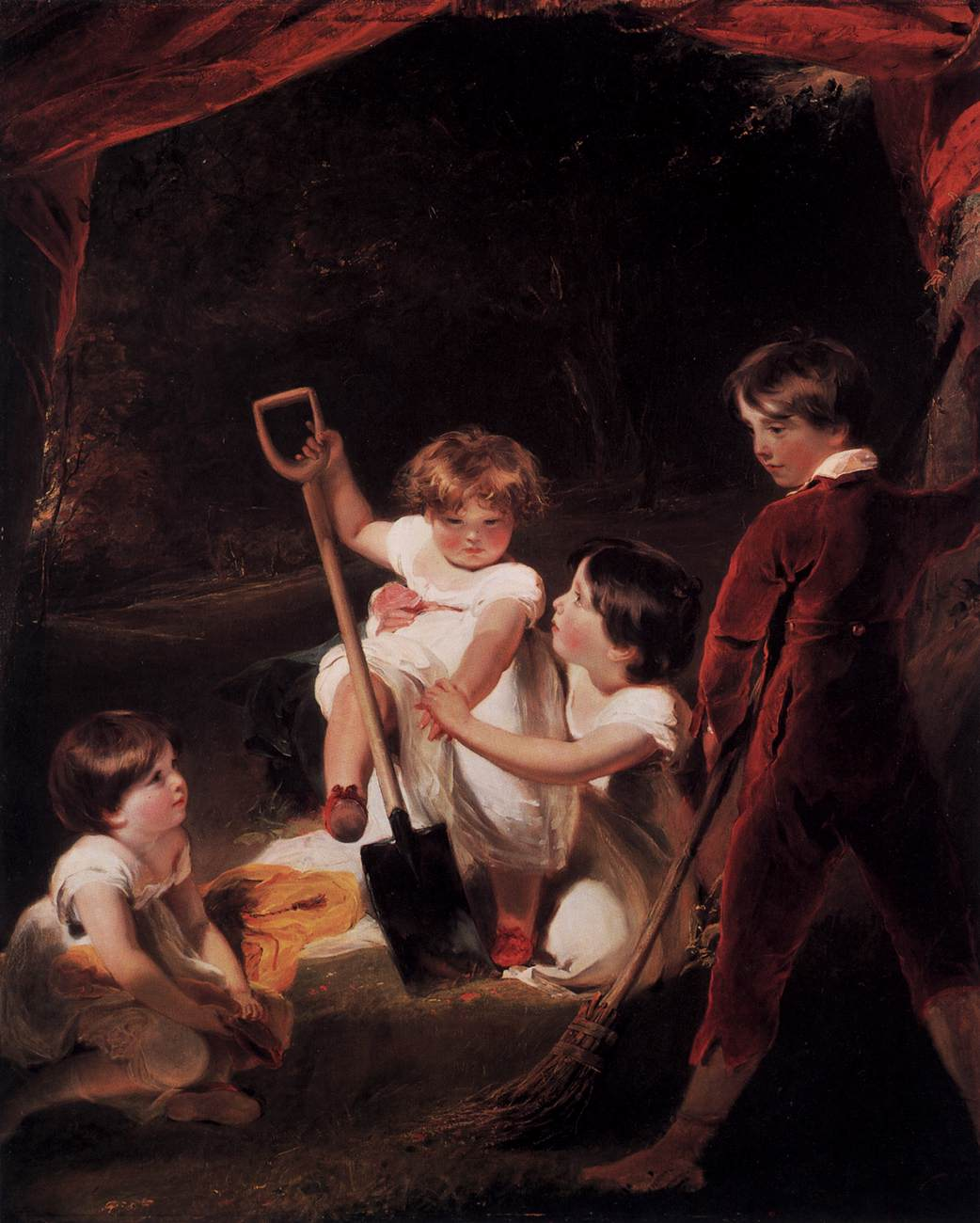
Les Enfants Angerstein, 1807 Gemäldegalerie (Berlin)
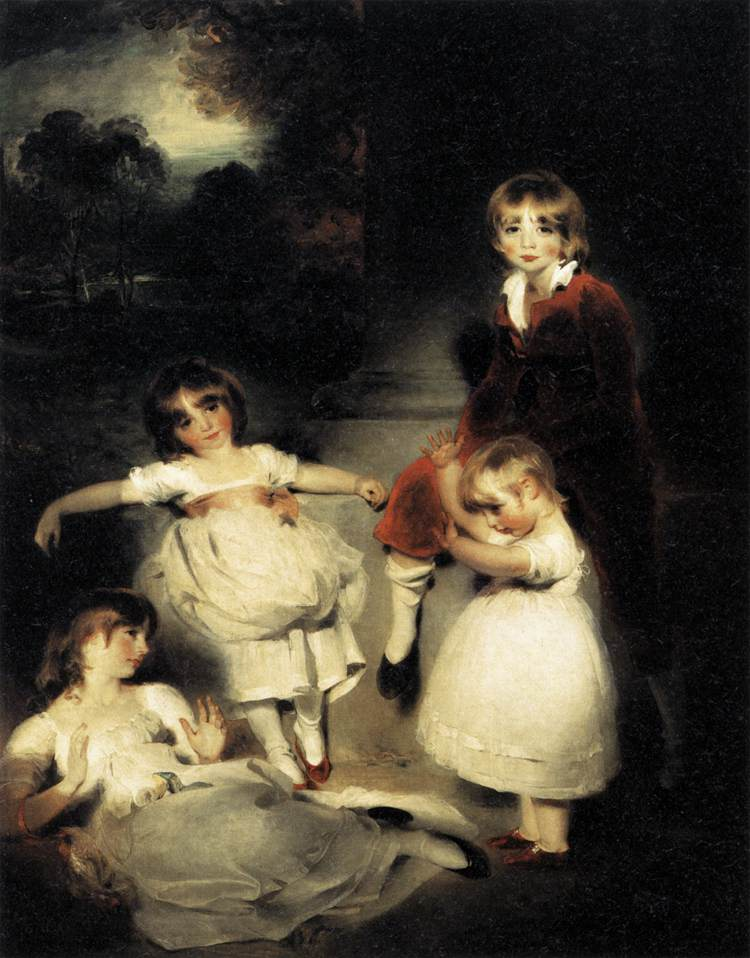
Les Enfants de John Angerstein, 1808 Musée du Louvre
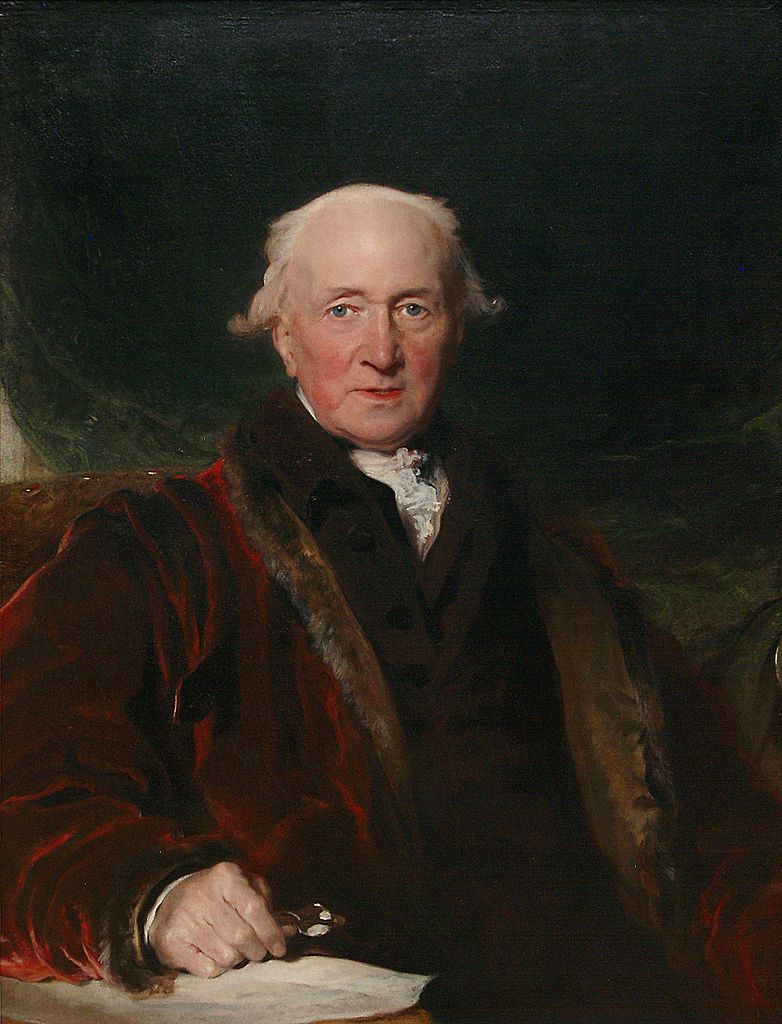
John Julius Angerstein, agé de 80 ans, 1824 National Gallery

En 1806, Angerstein occupe le poste de vice-président de la nouvelle London institution, et l'année précédente devient gouverneur fondateur de la British Institution. Il fréquente l'Église Saint-Alfège de Greenwich, où il est également marguillier. 
Le portrait posthume d'Angerstein, âgé de 80 ans, a été commandé à Thomas Lawrence en 1824 et livré en 1828.